# 小滝みい菜
小滝 みい菜（こたき みいな、1990年9月1日 - ）は、日本の元AV女優・元ストリッパー。マインズ→ティーパワーズに所属していた。
出身地:千葉県。血液型:O型。身長:152cm。スリーサイズ:B82(B-65)・W59・H90cm。

## 略歴・人物
2010年に皆瀬ふう花としてAVデビューし、ロリ系作品に多数出演。
同年10月11日に新宿ニューアートでストリップデビューした。
2011年からは小滝みい菜に改名して活動を行う。
2014年4月をもって完全引退。

## 作品

### アダルトビデオ
皆瀬ふう花名義
2010年
- LOOK 〜撮られた女の報酬〜報酬デジ記録 #LOOK-003（9月8日、プレステージ）
- 躾録 ［しつけろく］ 援交を繰り返す不道徳な女のしつけ方 躾番号 1（9月22日、プレステージ）
- 究極の妄想チャンネル 女子アナHなハプニング映像10連発 パート2（10月7日、ROCKET）
- ハイレグ立ち電マ 2 立ったままイカされる女たち。（9月30日、ティファ・コーポレーション）
- あなたの朝勃ちヌキに行きます。 1（10月7日、プレステージ）
- 接客中に顔を紅潮させながら感じまくるバイト娘 〜ラーメン屋、クリーニング店、洋服屋、ガソリンスタンド〜（10月21日、ナチュラルハイ）
- 「無防備パンチラを見られていたと気づき恥ずかしがりながらもっと見せつけてくる女子校生」 VOL.2（11月4日、DANDY）
- 女子校生 自画撮りオナニー VOL.01（11月5日、虎堂）
- ロリータレズエステ VOL.5（11月5日、虎堂）
- 貴方に語りかけるオナニー 2（11月5日、オフィスケイズ）
- ぐちょパン直入れ手コキ（11月5日、オフィスケイズ）
- 小悪魔美少女に接吻で骨抜きにされちゃった僕。（11月25日、アロマ企画）
- 首都校生中出し 6 「ママが傍にいるのに…」思わず本気で感じちゃった●リ学生たち（11月26日、W Honey）共演:ゆうきさやか
- 女子校生のパンティー顔騎（11月26日、オフィスケイズ）
- 家賃を滞納する住人に支払うよう部屋まで催促に行くと「今は払えない」と言うので利息代わりにヤッてやった 2（12月2日、DOC）
- 盗撮!! OL給湯室オナニー（12月3日、イーエックス）
- 勃起乳首責め（12月3日、イーエックス）
- 女子校生ぬる×2 おま●こオナニー VOL.8（12月3日、虎堂）
- 尻コキ女子校生 8（12月3日、オフィスケイズ）
- JK文化祭模擬店 ちら見せ オナサポ喫茶 2（12月13日、アロマ企画）
- 舐められ【放課後】倶楽部 〜レズビアンルーム〜（12月13日、アロマ企画）
- 制服失禁レイプ（12月13日、マルクス兄弟）
- 妹と兄のヒミツの相互オナニー（12月13日、マルクス兄弟）
- 「ママには言わないで…」 ロリ性感 発汗式 カイロプラクティック（12月15日、ロータス）
- 密着生撮り 美少女白書 2（12月16日、プレステージ）
- ロリナンパ ママには内緒にしとこうね…。 初めてのエステ体験（12月20日、ピーターズ）
- 制服縞パンニーソックス 3（12月24日、TMA）
- エロ小悪魔に騎乗られちゃった僕。 3（12月25日、アロマ企画）

2011年
- 四六時中ひとり占め 3（1月1日、プレステージ）
- 目の前で生チ●ぽセンズリをするM男クンをガン見して相互オナニーする小悪魔S美少女（1月5日、未来・フューチャー）
- まさに、脱ぎたて（汚）下着チェック!!（1月8日、イーエックス）
- 皆で宿題をするはずの「お泊まり会」で、偶然、見つけたお兄ちゃんのエロ本のあまりにも衝撃的なスケベ写真を見たうぶっ娘達は、モゾモゾする下半身の衝動を抑えられない! 2（1月8日、Hunter）
- 流出 中○生泡姫 其の2（1月13日、カルマ）
- あんどろメイド 3（1月15日、ケー・トライブ）
- 乳首コリコリ&指ズッポオナニー（2月1日、ワンズファクトリー）
- 個人的?最終面接の記録4時間（2月4日、イーエックス）
- 中出しメイド狩り（2月11日、TMA）
- A○B候補生 強制オ●ンコ営業（2月24日、サムシング） ※「皆瀬ふう香」名義
- 味わいスローフェラ（3月4日、オフィスケイズ）
- 部活帰りの女子校生は体がアツアツ興奮気味なので男が近づいただけでブルマにチ○ポを擦りつけてくる（3月5日、ヒビノ）
- ただ若い女の子の足が触りたくて、オヤジの俺が足ツボマッサージのバイトをしたら、予想外に女の子のパンチラが見れてラッキーなんて思っていたらもっとスゴいことが! なんとパンティーのあの部分がグッショリ濡れているんです! しかもその恥ずかしい部分に見とれていると、頬を赤らめ吐息も激しくなって強引に唇を奪われたのです。（2月13日、Hunter）オムニバス作品
- 生中出し女子校生 EVOLUTION 4時間 4（3月11日、BAZOOKA）オムニバス作品
- ツインテールで貧乳の女子校生は嫌いですか?（3月11日、I.B.WORKS）
- 歯医者の女 2（3月13日、アロマ企画）
- 女子校生15人 オマ○コ指入れ ぴちゃぴちゃ自画撮りオナニー（3月20日、ピーターズ）オムニバス作品
- フェラコレ 女子校生編 4（3月25日、隼エージェンシー）オムニバス作品
- アナタの目を見つめながら、舐めまわしカラミついてヌルリと口に含む 濃厚フェラチオ Vol.2 ジッと見つめてイカせてあげる（3月25日、東京マニGUN'S）
- 実の妹とSEX羞恥旅行（4月1日、ワンズファクトリー）
- ボンデージを着た女子●生に生手シゴキされるM男（4月5日、未来・フューチャー）
- 脱ぎたてほっかほかパンツコキ（5月1日、Fetishist）
- アキバ系ロリータ変態S美少女のM男いじり 4（5月5日、未来・フューチャー）
- 偶然パンツが見えている女の子の事が気になってスカートの中を覗いていたら目が合ってしまい… 2（5月11日、DOC）
- 俺の義妹がこんな可愛いアイドルなわけがない!!（5月13日、宇宙企画）
- コスプレ例大祭 2（5月27日、TMA）
- 痴漢バス 軽音部!（6月24日、TMA）

小滝みい菜名義
2011年
- M男牧場 手搾りザーメン（7月25日、ラハイナ食堂）
- キミのちんちん写メらせて♪（8月13日、MOODYZ）
- ロリっ娘制服女学生がカメラ目線で罵りながら手コキしてきて、チ○ポ玩ばれたッ！！（8月20日、SODクリエイト）
- 女子校生のW顔面圧迫（8月25日、ラハイナ食堂）
- 本当にイッてる指オナニー 9（9月2日、OFFICE K’S）
- 超キュートなKISS魔の濃厚接吻手コキ 2（9月5日、ジャネス）
- キャンディーち●ぽ くわえないフェラ（9月19日、Fetish Box/妄想族）
- 同級生にオモチャにされる夢の学校生活 3（9月23日、ケイ・エム・プロデュース）
- 恋する乙女たちの宇宙学園 2 栗林里莉 小滝みい菜 夢咲もえ（9月23日、宇宙企画）
- ツインテール歌姫しか見たくない！4時間（9月23日、TMA）
- ボクの彼女はず～っと乳首責めをするセンスの良い女（10月5日、ジャネス）
- 女子校生露出オナニー（10月7日、虎堂）
- 奴隷捜査官2 椎名ゆな 矢吹杏 小滝みい菜（10月7日、アタッカーズ）
- 憑依アイドル（10月20日、ディープス）
- ザ・踏みつけ（10月25日、ラハイナ食堂）
- 放課後ソープランド 2（11月5日、アキノリ）
- 同棲している僕と彼女の所に、彼女の妹が転がり込んできて、いつの間にか三角関係になってしまい…（11月10日、プレステージ）
- 中出しニーソックスメイド（11月11日、TMA）
- ゆっくりねっとり亀頭責め チ●ポが溶け落ちる瞬間（11月19日、Fetish Box/妄想族）
- ディルドにまたがる女子校生8（11月25日、アロマ企画）
- 小悪魔JK 大胆パンチラコレクション 4（11月25日、アロマ企画）
- アナル舐めながら手コキして下さい 3（12月1日、Fetish Box/妄想族）
- 焦らし暴発天国 vol.2 痛いほどのフル勃起と溢れ出すガマン汁（12月5日、ジャネス）
- 乳首舐め娘（12月13日、アロマ企画）
- もうすぐ卒業だから… 学籍番号006（12月23日、ワンダフル（ONE DA FULL））

2012年
- 唾液まみれのベロチュウや乳首舐めされながらの極上手コキ3（1月1日、Fetish Box/妄想族）
- 癒しのM性感 睾丸専門性感マッサージ 3 フェザータッチに思わず射精する男たち（1月5日、ジャネス）
- これぞ究極の受身！ 癒しの拘束暴発手コキ（1月19日、Fetish Box/妄想族）
- 卒業 II 其の十三（1月20日、プレステージ）
- マニアックなフェラでイキやがれ！4時間（3月1日、Fetish Box/妄想族）
- 転校したら男は僕一人ぼっちだった…。 8（3月8日、アキノリ）
- 女子校生おま●こ見せつけオナニー VOL.02（3月16日、虎堂）
- JKクリトリスオナニー 1（3月16日、OFFICE K’S）
- 女子校生の巨尻ディルドオナニー Vol.3（3月16日、OFFICE K’S）
- 亀頭責め黄金伝説 16名出演（3月19日、Fetish Box/妄想族）
- 甘えん坊のボクに浴びせられる優しい淫語 小滝みい菜（4月1日、Fetish Box/妄想族）
- 女子校生のおもらしオナニー Vol.4（4月6日、OFFICE K’S）
- 逆転レズビアン 2（4月20日、虎堂）
- JKアナル舐め手コキ 1（4月20日、OFFICE K’S）オムニバス作品
- 下半身3点責め Vol.3（4月20日、OFFICE K’S）オムニバス作品
- 月刊 パンティストッキングマニア Vol.4（4月20日、OFFICE K’S）オムニバス作品
- DOKIレズ 61（4月20日、アウダースジャパン）
- 美人女医の禁断の治療（4月20日、アウダースジャパン）
- 指入れオナニー（5月1日、ワンズファクトリー）
- 女子校生オマ○コ見せつけ手コキ 2（5月18日、OFFICE K’S）
- うぶな少女がうるんだ瞳で大好きなおにいちゃんを見上げる快感おもらしロリ妹えっち（5月19日、極ロリCLUB/妄想族）
- 女子校生黒パンストいじめバス 成長途中のムチムチ生脚と桃尻をタイトに包み込み、こびり付いたマン臭が車内中に匂い立つ（5月24日、ディープス）
- VS. 小滝みい菜（5月25日、デジタルアーク）
- 「ママが傍にいるのに…」ロリ猥褻校内痴漢 2（6月15日、グレイズ）
- 黒髪女子校生3（6月25日、ビッグモーカル）

### ピンク映画
- セクシー変化 たまらない生尻（2012年6月1日）
- 女教師と教え子　罪名、婦女暴行なり（2013年、新日本映像）[1][2] - 小滝みい菜役

### Vシネマ
- ギャル議員（2012年6月5日、監督:カワノゴウシ）
- ヤンキーアイドル（2012年12月21日、オールインエンタテインメント）

### 舞台
- Pink Punk Pamper（2013年3月27日-3月3日、中野MOMO）[3]

### CD
- 夏祭り（Milky Pop Generation、MPCD-15019、2013.08.30）